# 哈马勒市镇
哈马勒市镇（瑞典語：Hammarö kommun）是瑞典中西部韦姆兰省的一个市镇。其治所位于斯库格哈尔。